# Louis Béland-Goyette
Louis Béland-Goyette (Pointe-Claire, 15 september 1995) is een Canadees voetballer die bij voorkeur op het middenveld speelt. In 2015 tekende hij een contract bij FC Montreal uit de USL.

## Clubcarrière
Béland–Goyette speelde enkele jaren in de jeugd van Montreal Impact en tekende op 12 september 2014 een profcontract bij het eerste team. Een dag later maakte hij in de vijfenzeventigste minuut tegen New England Revolution zijn debuut voor de Canadese club. Op 26 maart 2015 werd besloten dat Béland–Goyette niet meer tot de selectie van Montreal Impact zal behoren. FC Montreal, waar veel jonge spelers van Montreal Impact ervaring opdoen, nam hem van de Impact over. Op 28 maart 2015 maakte hij tegen Toronto FC II zijn debuut.